# 加拉 (马耳他)
加拉，是马耳他的市镇，位于戈佐岛东端。市镇面积为5.9平方公里，2019年人口数量为1,929人。